# Telescopio Shuckburgh
El Telescopio Shuckburgh o (también conocido como Telescopio refractor ecuatorial Shuckburgh) fue encargado por Sir George Shuckburgh-Evelyn (1751-1804) para su propio observatorio de Warwickshire, Inglaterra.
Con una lente acromática de 4,1 pulgadas de diámetro y dispuesto sobre una montura ecuatorial, fue construido en 1791 por el fabricante de instrumentos británico Jesse Ramsden (1735-1800).
Se trasladó primero al Real Observatorio de Greenwich en 1811 y después al Museo de Ciencias de Londres en 1929. Aunque no fue un instrumento particularmente exitoso, su diseño sí ejerció una gran influencia en realizaciones posteriores. Cuando se construyó, era uno de los mayores telescopios dotados con un doblete acromático, y uno de los más grandes dispuestos con una montura ecuatorial.